# Cayo Opio Sabino
Cayo o Gayo Opio Sabino (en latín, Gaius Oppius Sabinus) fue un senador romano que vivió en la primera mitad del siglo I. 

## Familia
Los Opios eran una de las pocas familias plebeyas que habían logrado sobrevivir a las guerras civiles del final de la república e inicios del Imperio. Estaba emparentado en línea directa -era hijo o sobrino- con Espurio Opio, Cónsul suffectus en 43.

## Carrera
Su carrera anterior al consulado nos es desconocida y sabemos que fue cónsul en 84 como colega del emperador Domiciano, lo que supone que estaba bien relacionado con este emperador. En 85 fue nombrado gobernador de Moesia para hacer frente a las incursiones de los dacios que atravesaban el Danubio y atacaban el territorio imperial. En el invierno de 85-86 fue emboscado por los dacios y murió en combate, lo que provocó la Guerra dácica de Domiciano.